# Білотка альпійська
{{#ifeq:0|0|{{#if:|{{#if:Leontopodiumnivale|[[]}}|}}}}
Біло́тка альпі́йська, едельвейс альпійський (лат. Leontopodium alpinum) — вид рослин із роду білотка родини айстрових. Має чимало інших назв, зокрема у гуцулів — шовкова косиця.

## Ботанічні характеристики
Багаторічна трав'яниста рослина.

## Походження назви
Наукова назва роду (Leontopodium) походить від грецьких слів, які означають «лев'яча лапа».

## Поширення
Росте на вапнякових скелях в альпійському та субальпійському поясах. Трапляється дуже рідко в Українських Карпатах, зокрема на вершинах гір Близниці, Ненєски, у найбільш важкодоступних місцях, на стрімких скелях, але і там зазнає винищення. Білотка альпійська зростає не тільки в Карпатах; росте в горах Західної Європи (зокрема Альпах), на Балканах. Близькі види трапляються в горах Середньої Азії, на Далекому Сході.

## Білотка у легендах
Рослина вважається символом мужності й кохання і у всіх гірських народів овіяна поетичним ореолом легенд.
Цю рослину дуже поважають у Карпатах. У Швейцарії її називають Edelweiß від німецьких слів «благородний», «білий». Іноді едельвейс іменують «королевою квітів» або «принцесою Альп», а наукова назва Leontopodium означає «левова лапа». Про романтичну квітку багато регіонів складають свої власні легенди. Для різних народів гірський едельвейс означає одне і теж: любов, відданість, відвагу.

## Естетичні характеристики
Горизонтально відхилені, густо запушені приквіткові листочки білотки, що оточують суцвіття-кошики, надають їй вигляду чудової сріблястої багатопроменевої зірки. Недарма у Франції едельвейс називають «зіркою полонин», в Італії — «квіткою скель», а у нас в Карпатах — «шовковою косицею».

## Охорона
Повсюдно охороняється законом. Занесена до Червоної книги України. Потребує найсуворішої охорони. В той же час рослину легко розводити в культурних умовах. Не слід думати, що екземпляри квіток білотки, які масово продають туристам на сувенірних розкладках, є зібраними в природі. Їхнє походження — з грядок місцевих господинь.